# Ладомировский район
Ладомировский район — административно-территориальная единица в составе Воронежской и Белгородской областей, существовавшая в 1935—1961 годах. Центр — село Шелякино

## История
Ладомировский район был образован в составе Воронежской области в 1935 году.
Национальный состав района по данным переписи населения 1939 года: украинцы — 73,8 % или 14 344 чел., русские — 25,8 % или 5013 чел.
По состоянию на 1945 года район делился на 11 сельсоветов: Варваровский, Жабский, Заполенский, Копанский, Краснянский, Ладомировский, Масловский, Николаевский, Ново-Александровский, Харьковский, Шелякинский.
6 января 1954 года Ладомировский район отошёл к Белгородской области.
8 января 1958 года Ладомировский район был переименован в Советский район, а его центр, село Шелякино — в Советское. Шелякинский сельсовет был переименован в Советский.
1 апреля 1961 года Советский район был упразднён. При этом Варваровский, Ладомировский и Советский сельсоветы были переданы в Алексеевский район, Жабский сельсовет — в Вейделевский район, Краснянский сельсовет — в Никитовский район, а Масловский, Новоалександровский и Харьковский сельсоветы — в Ровеньский район.